# Schoepfia obovata
Schoepfia obovata är en tvåhjärtbladig växtart som beskrevs av John Wright. Schoepfia obovata ingår i släktet Schoepfia och familjen Schoepfiaceae. Inga underarter finns listade i Catalogue of Life.